# Michelle Setlakwe
Pour les articles homonymes, voir Setlakwe.
Michelle Setlakwe, née à Thetford Mines en 1973, est une avocate et femme politique québécoise, députée à l'Assemblée nationale du Québec depuis les élections générales québécoises de 2022. Elle est élue pour le Parti libéral du Québec et représente la circonscription de Mont-Royal–Outremont.

## Biographie

### Études
Née à Thetford Mines en 1973, Michelle Setlakwe obtient un baccalauréat en droit à l'Université de Montréal en 1995 et est inscrite au barreau du Québec l'année suivante.

### Carrière professionnelle
Elle est avocate en droit des affaires chez Norton Rose Fulbright durant 10 ans.

### Carrière politique
En 2016, elle est élue conseillère municipale de la ville de Mont-Royal lors d'une élection partielle le 19 juin 2016, dans la majorité du maire Philippe Roy. Elle est cependant exclue du caucus après avoir exprimée ses réserves sur le volet résidentiel du projet Royalmount. Lors des élections municipales de 2021, elle se présente à la mairie de la ville, mais est battue par Peter Malouf.
En mai 2022, elle est investie candidate par le Parti libéral du Québec dans Mont-Royal–Outremont, laissée libre par le départ de la vie politique de Pierre Arcand. Elle est élue en octobre avec un peu plus de 39 % des suffrages,.
À l'Assemblée nationale, elle est membre du bureau et porte-parole de l'opposition officielle en matière d'accès à l’information et de protection des renseignements personnels, de culture et de communications, de cybersécurité et du numérique et de relations internationales et de francophonie. Elle est aussi responsable de la région de la Chaudière-Appalaches et de la région du Centre-du-Québec.

## Vie privée
Michelle Setlakwe est mariée à l'ancien sénateur et ministre fédéral Michael Fortier et a trois enfants. Nièce de l'ancien sénateur canadien Raymond Setlakwe, elle est d'ascendance arménienne comme lui.

## Résultats électoraux
|                                                                                               | Nom                    | Parti                    | Nombre de voix | %      | Maj.  |
| --------------------------------------------------------------------------------------------- | ---------------------- | ------------------------ | -------------- | ------ | ----- |
|                                                                                               | Michelle Setlakwe      | Libéral                  | 11 658         | 39,3 % | 5 650 |
|                                                                                               | Isabelle Leblanc       | Québec solidaire         | 6 008          | 20,3 % | -     |
|                                                                                               | Sarah Beaumier         | Coalition avenir         | 4 677          | 15,8 % | -     |
|                                                                                               | Ophélie Bastien        | Parti québécois          | 3 385          | 11,4 % | -     |
|                                                                                               | Sabrina Ait Akil       | Conservateur             | 2 522          | 8,5 %  | -     |
|                                                                                               | Malik Guelmi           | Vert                     | 785            | 2,6 %  | -     |
|                                                                                               | Anne Goldberg Harrison | Parti canadien du Québec | 507            | 1,7 %  | -     |
|                                                                                               | David A Cherniak       | Parti nul                | 87             | 0,3 %  | -     |
| Total                                                                                         | Total                  | Total                    | 29 629         | 100 %  |       |
| Le taux de participation lors de l'élection était de 53,7 % et 404 bulletins ont été rejetés. |                        |                          |                |        |       |

Élection municipales de 2021 à Mont-Royal
| Partis | Partis                        | Candidats pour la mairie                      | Vote  | %     |
| ------ | ----------------------------- | --------------------------------------------- | ----- | ----- |
|        | Équipe Peter Malouf           | Peter J. Malouf                               | 3 710 | 55,47 |
|        | Unis pour VMR-Équipe Setlakwe | Michelle Setlakwe (Sortante d'un autre poste) | 2 978 | 44,53 |